# Minuit sur Sanctaphrax
Minuit sur Sanctaphrax est un roman fantastique britannique écrit par Paul Stewart et illustré par Chris Riddell. Il paraît 2003 en France. C'est le troisième volume des Chroniques du bout du monde.

## Résumé
Sur les instructions de l'oiseauoveille, qui informe Spic que son père est toujours vivant, celui-ci se lance à sa recherche dans le ciel infini où son père se trouvait avec son vaisseaux. Guidé par l'oiseauveille, Spic se rend à un tourbillon atmosphérique, il y arrive et le Loup des nues, son père lui apprend que la mère tempête va venir frapper la Falaise pour régénérer les eaux de la Fontaline mais Sanctaphrax est sur sa route. Spic retourne à son bateau et raconte l'histoire à Maugine (le pilote de pierre) quand une tempête blanche éclate. Spic et son équipage sont expulsés du tourbillon atmosphérique et sont dispersés aux quatre coins de la Falaise. Spic atterrit dans le Jardin de Pierre, il est découvert et amené à Sanctaphrax par le Professeur d'Obscurité. Là-bas, il rencontre Séraphin Pentephraxis et le fait devenir son apprenti. Ayant promît à son équipage de ne jamais les abandonner, Spic part à leur recherche en compagnie de Séraphin.

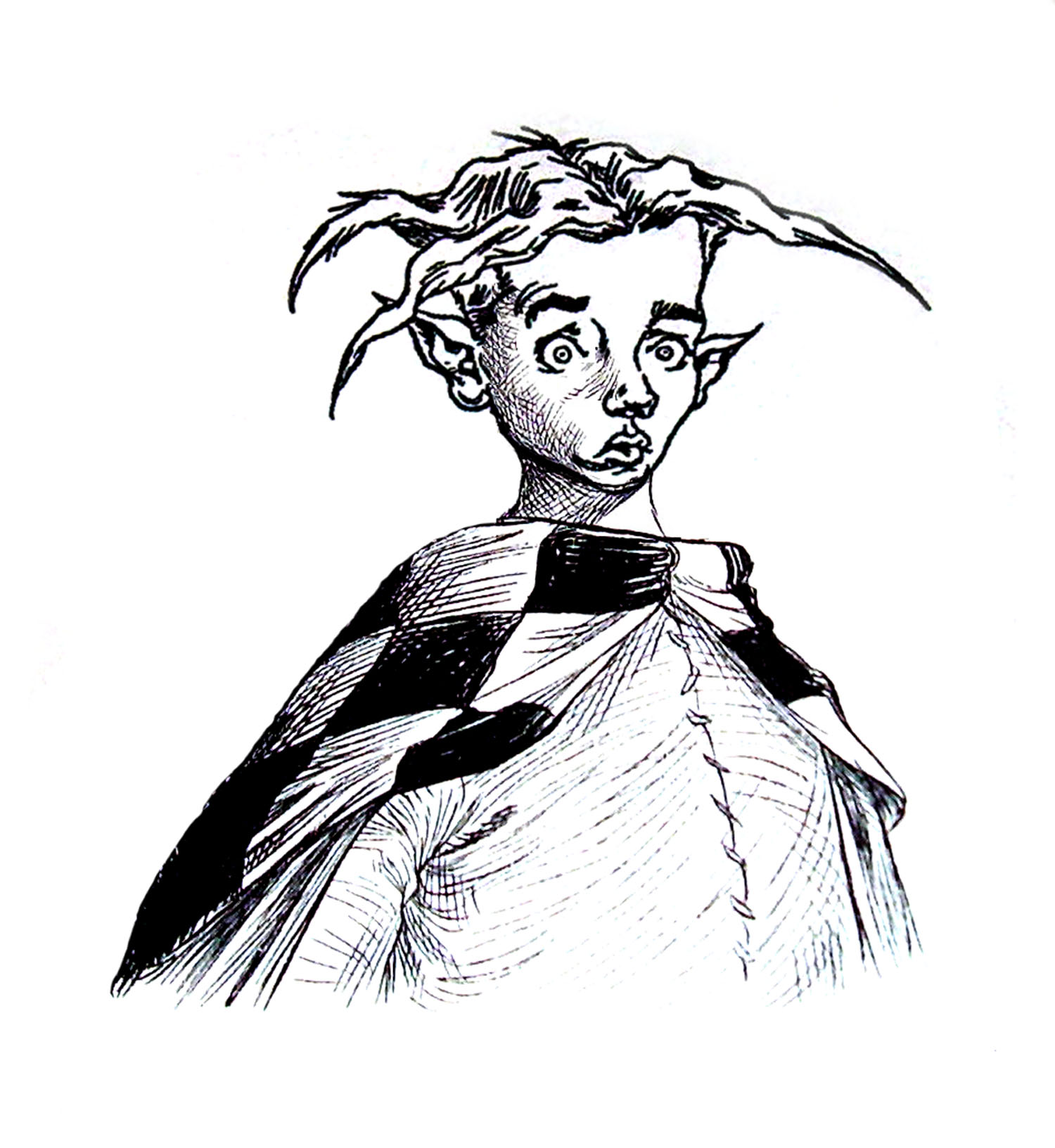
Séraphin Pentephraxis

Ils retrouvent Tarp Hammelier, Théo Slit et Marek à Infraville, Cabestan l'elfe des chênes dans un bateau d'esclaves à destination du Grand Marché aux esclaves des Pies-grièches et Goumy dans celui-ci. Goumy, Cabestan, Séraphin et Spic parcourent les Grands bois à la recherche du sixième membre de l'équipage quand ils se font attaquer par des vermillules. Cabestan meurt de leurs piqûres empoisonnées. 
Spic découvre un sentier de trolls des bois, lui et ses compagnons arrivent au village où Spic a grandi et retrouvent Spelda, la mère adoptive de Spic. Ils retrouvent également Barbillon, le sixième membre de l'équipage de Spic. Barbillon leur apprend que Maugine est tombée bien plus loin que les Grands bois, à la Fontaline. Ils marchent pendant des semaines et arrivent à la Forêt d'épine, qui sépare les Grands bois du pays des écoutinals. Ils la traversent ainsi que le pays des écoutinals et arrivent à la Fontaline où ils découvrent le pilote de pierre. 
Elle, se souvient de ce qui s'est passé dans le tourbillon atmosphérique (Spic doit sectionner la chaine qui maintient Sanctaphrax à la terre sinon la Grande Tempête ne pourra pas régénérer les eaux de la Fontaline) et Spic et Séraphin retournent à Infraville en pyrovol. Ils sectionnent la chaine de Sanctaphrax et Séraphin devient nouveau Dignitaire suprême de la Nouvelle Sanctaphrax. Spic reprend la suite de son père et devient pirate du ciel.